# Eburia pellacia
Eburia pellacia là một loài bọ cánh cứng trong họ Cerambycidae.